# Kanton Nieul
Kanton Nieul is een voormalig kanton van het Franse departement Haute-Vienne. Kanton Nieul maakte deel uit van het arrondissement Limoges en telde 8300 inwoners in 1999. Het werd opgeheven bij decreet van 20 februari 2014, met uitwerking op 22 maart 2015. Alle gemeenten werden opgenomen in het nieuwe kanton Couzeix.

## Gemeenten
Het kanton Nieul omvatte de volgende gemeenten:
- Chaptelat
- Nieul (hoofdplaats)
- Peyrilhac
- Saint-Gence
- Saint-Jouvent
- Veyrac